# غاريت
غاريت (إنديانا) (بالإنجليزية: Garrett, Indiana)‏ هي مدينة تقع في الولايات المتحدة في DeKalb County. يقدر عدد سكانها بـ 6,286 نسمة ومساحتها 9.97 كم2 وترتفع عن سطح البحر 268 متر.

## التركيبة السكانية
قام مكتب تعداد الولايات المتحدة بتحديد بيانات التركيبة السكانية لغاريتفي تعداد الولايات المتحدة. في ما يلي، التركيبة السكانية حسب تعدادي 2000 و2010.

### تعداد عام 2000
بلغ عدد سكان غاريت 5,803 نسمة بحسب تعداد عام 2000، وبلغ عدد الأسر 2,185 أسرة وعدد العائلات 1,516 عائلة مقيمة في المدينة. في حين سجلت الكثافة السكانية 1,856.5 نسمة لكل ميل مربع (716.8/كم2). وبلغ عدد الوحدات السكنية 2,364 وحدة بمتوسط كثافة قدره 756.3 نسمة لكل ميل مربع (292.0/كم2).
وتوزع التركيب العرقي للمدينة بنسبة 97.47% من البيض و 0.33% من الأمريكيين الأصليين و 0.50% من الأمريكيين ذوي الأصول الآسيوية و 0.16% من سكان جزر المحيط الهادئ و 0.29% من الأمريكيين الأفارقة و 0.64% من عرقين مختلطين أو أكثر.
بلغ عدد الأسر 2,185 أسرة كانت نسبة 36.8% منها لديها أطفال تحت سن الثامنة عشر تعيش معهم، وبلغت نسبة الأزواج القاطنين مع بعضهم البعض 52.9% من أصل المجموع الكلي للأسر، ونسبة 12.1% من الأسر كان لديها معيلات من الإناث دون وجود شريك، وكانت نسبة 30.6% من غير العائلات. تألفت نسبة 25.6% من أصل جميع الأسر من أفراد ونسبة 10.9% كانوا يعيش معهم شخص وحيد يبلغ من العمر 65 عاماً فما فوق. وبلغ متوسط حجم الأسرة المعيشية 3.15، أما متوسط حجم العائلات فبلغ 2.63.
بلغ العمر الوسطي للسكان 32 عاماً. وكانت نسبة 28.7% من القاطنين تحت سن الثامنة عشر، وكانت نسبة 9.7% بين الثامنة عشر والأربعة وعشرون عاماً، ونسبة 31.1% كانت واقعةً في الفئة العمرية ما بين الخامسة والعشرون حتى والأربعة وأربعون عاماً، ونسبة 19.1% كانت ما بين الخامسة والأربعون حتى الرابعة والستون، ونسبة 11.3% كانت ضمن فئة الخامسة والستون عاماً فما فوق. يوجد لكل 100 أنثى 94.5 ذكر، ويوجد لكل 100 أنثى في الثامنة عشر من عمرها فما فوق 92.5 ذكر.
بلغ متوسط دخل الأسرة في المدينة 41,747 دولار، أما متوسط دخل العائلة فبلغ 48,403 دولار. وكان متوسط دخل الذكور 35,814 دولار مقابل 22,389 دولار للإناث. وسجل دخل الفرد الخاص بالمدينة 17,260 دولار. وكانت نسبة 4.1% من العائلات ونسبة 6.0% من السكان تحت خط الفقر، وكان من هؤلاء نسبة 6.0% تحت سن الثامنة عشر ونسبة 11.7% في الخامسة والستين من العمر وما فوق.

### تعداد عام 2010
بلغ عدد سكان غارتسون 1,166 نسمة بحسب تعداد عام 2010، وبلغ عدد الأسر 449 أسرة وعدد العائلات 308 عائلة مقيمة في المدينة. في حين سجلت الكثافة السكانية 804.1 نسمة لكل ميل مربع (310.5/كم2). وبلغ عدد الوحدات السكنية 476 وحدة بمتوسط كثافة قدره 328.3 لكل ميل مربع (126.8/كم2).
وتوزع التركيب العرقي للمدينة بنسبة 98.5% من البيض و 0.3% من الأمريكيين الأصليين و 0.3% من الأمريكيين الأفارقة و 0.9% من عرقين مختلطين أو أكثر.
بلغ عدد الأسر 449 أسرة كانت نسبة 38.5% منها لديها أطفال تحت سن الثامنة عشر تعيش معهم، وبلغت نسبة الأزواج القاطنين مع بعضهم البعض 53.9% من أصل المجموع الكلي للأسر، ونسبة 10.7% من الأسر كان لديها معيلات من الإناث دون وجود شريك، بينما كانت نسبة 4.0% من الأسر لديها معيلون من الذكور دون وجود شريكة وكانت نسبة 31.4% من غير العائلات. تألفت نسبة 26.9% من أصل جميع الأسر من أفراد ونسبة 12.9% كانوا يعيش معهم شخص وحيد يبلغ من العمر 65 عاماً فما فوق. وبلغ متوسط حجم الأسرة المعيشية 3.03، أما متوسط حجم العائلات فبلغ 2.48.
بلغ العمر الوسطي للسكان 38.1 عاماً. وكانت نسبة 28.6% من القاطنين تحت سن الثامنة عشر، وكانت نسبة 5% بين الثامنة عشر والأربعة وعشرون عاماً، ونسبة 26.4% كانت واقعةً في الفئة العمرية ما بين الخامسة والعشرون حتى والأربعة وأربعون عاماً، ونسبة 24.8% كانت ما بين الخامسة والأربعون حتى الرابعة والستون، ونسبة 15.2% كانت ضمن فئة الخامسة والستون عاماً فما فوق. وتوزع التركيب الجنسي للسكان بنسبة 47.0% ذكور و53.0% إناث.